# Cala Gat

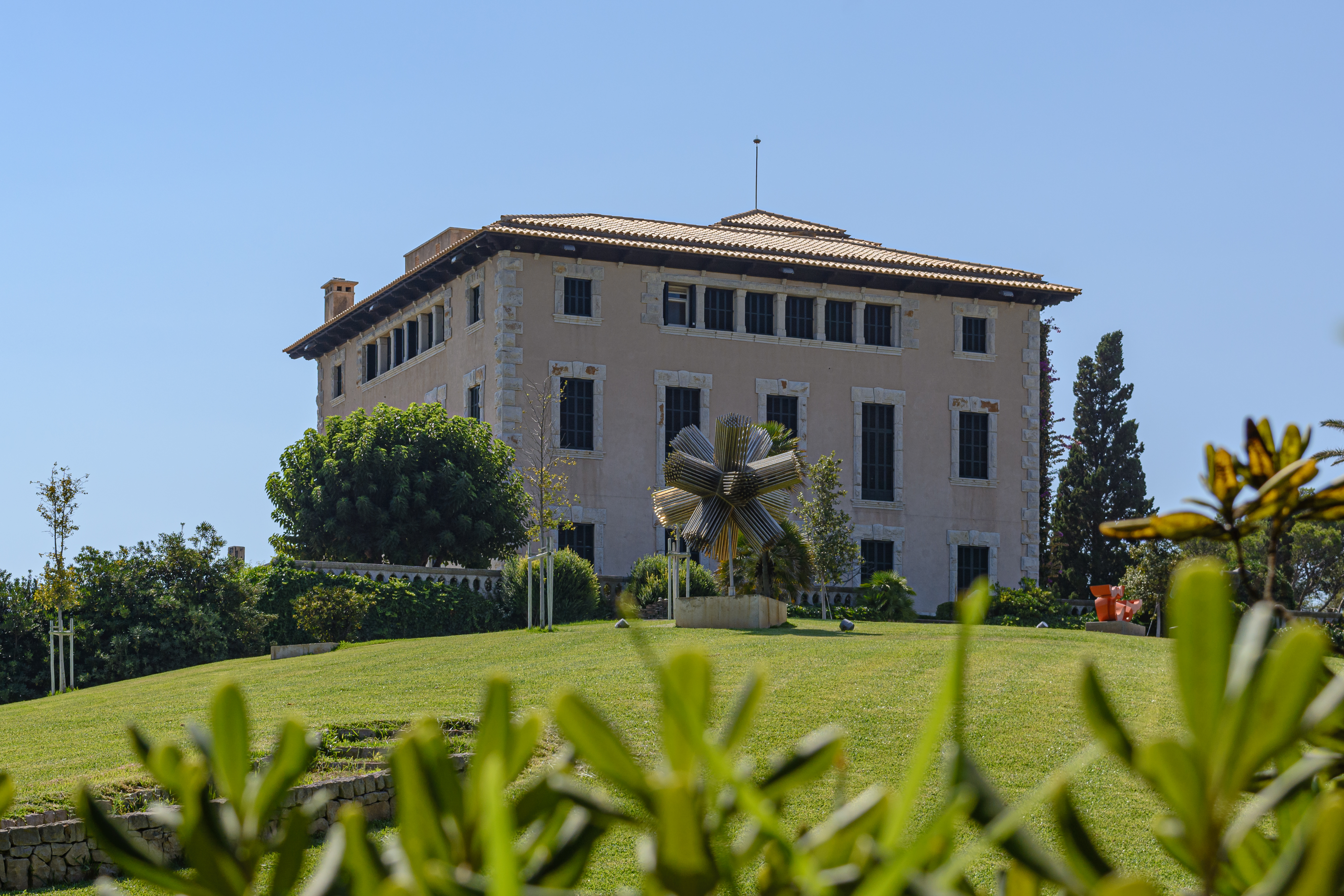
La finca de la Torre Ciega (sa Torre Cega), propiedad de la familia March, en Cala Gat.

Cala Gat es una localidad y pedanía española perteneciente al municipio de Capdepera, en el extremo nororiental de Mallorca, comunidad autónoma de las Islas Baleares. En plena costa mediterránea, cerca de esta localidad se encuentran los núcleos de Cala Rajada, Los Pelados, Cala Literas, Son Moll, Capdepera capital y Pedruscada.
Como unidad urbana junto a Cala Rajada, Cala Literas y Los Pelados, constituye el principal centro turístico del municipio, con una amplia oferta hotelera de sol y playa, rodeada de parajes como el parque natural de la Península de Levante, la punta de Capdepera y cala Agulla. La localidad también se sitúa a pocos metros del faro de Capdepera y de la playa de Cala Gat, que da nombre al pueblo.
Se trata del núcleo de población más oriental de toda Mallorca, y el segundo más cercano a la isla de Menorca —de la que dista 37,7km hasta el faro de Artrutx—, sólo superado por Los Pelados.

## Historia
Cala Gat es una zona residencial formada por viviendas unifamiliares cuyas primeras construcciones se iniciaron en los años 1970.

## Demografía
Según el Instituto Nacional de Estadística de España, en el año 2020 Cala Gat contaba con 39 habitantes censados, lo que representa el 0,32% de la población total del municipio.

### Evolución de la población
| Gráfica de evolución demográfica de Cala Gat entre 2010 y 2020 |
|                                                                |
| Datos según el nomenclátor publicado por el INE.               |

## Comunicaciones

### Carreteras
La principal vía de comunicación que transcurre por esta localidad es:
| Identificador | Denominación                        | Itinerario                      |
| ------------- | ----------------------------------- | ------------------------------- |
| Ma-4050       | De Cala Rajada al Faro de Capdepera | Cala Rajada - Faro de Capdepera |

Algunas distancias entre Cala Gat y otras ciudades:
| Ciudades          | Distancia (km) |
| ----------------- | -------------- |
| Capdepera         | 3              |
| Manacor           | 31             |
| Palma de Mallorca | 81             |